# 1995 par pays en Europe
Chronologie de l'Europe : Les évènements par pays de l'année 1995 en Europe. Les évènements thématiques sont traités dans 1995 en Europe
1993 par pays en Europe - 1994 par pays en Europe - 1995 - 1996 par pays en Europe - 1997 par pays en Europe

## Continent européen
- 22 mars : Le Pacte de stabilité en Europe vise à promouvoir la concertation lors des problèmes de frontières et de minorités.
- 18 août : Réunion des pays du groupe de Visegrad, qui décident l'accélération des réformes économiques et l'adhésion à leur groupe de la Slovénie pour le 1er janvier 1996.
- 15 décembre : Prononcé de l'arrêt Bosman.

### Allemagne
- 23 novembre : Constitution de Berlin.

### Autriche
- 1er janvier : Adhésion à l'Union européenne.

### Bosnie-Herzégovine
- 2 juin : Incident de Mrkonjić Grad.

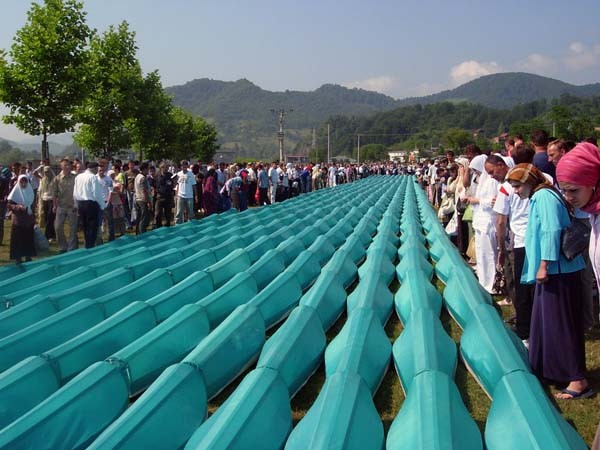
13 au 16 juillet : massacre de Srebrenica

- 11 juillet : Les Serbes de Bosnie maintiennent leur étau autour de Sarajevo. Chute de l'enclave musulmane de Žepa, en Bosnie-Herzégovine, prise par les Serbes qui y commettent le massacre de Srebrenica du 13 au 16 juillet (environ 8000 morts).
- 13 au 16 juillet : Enterrement des victimes. À la suite du massacre, l’OTAN intervient directement et envoie une force d’intervention rapide de 14 000 hommes pour appuyer les soldats de l’ONU. Les États-Unis incitent la Croatie et le gouvernement de Sarajevo à conclure une alliance militaire. Par des opérations éclair, les troupes croates reprennent la Slavonie occidentale (mai), la Krajina (août), la Slavonie orientale (août) ; en coopérant avec l’armée de Sarajevo, elles reprennent 20 % du territoire de Bosnie-Herzégovine. À leur tour, les Serbes sont victimes de la purification ethnique et doivent fuir, sans que Slobodan Milošević ne se porte à leur secours.
- 29 août : L'intervention aérienne massive de l'OTAN en Bosnie-Herzégovine impose un cessez-le-feu.
- 8-17 septembre : Opération Maestral. Offensive croate en Bosnie occidentale.
- 8-[15 octobre] : Opération action sud. victoire croate sur l'Armée serbe de Bosnie.
- 1er novembre : Ouverture des négociations de Dayton (États-Unis) sur la paix en ex-Yougoslavie (fin le 21 décembre).
- 21 novembre : Signature des accords de Dayton sur la Bosnie-Herzégovine.
- 14 décembre : Signature formelle à Paris des accords de Dayton concernant la Bosnie-Herzégovine. La République bosnienne est divisée en deux entités, la fédération croato-musulmane (51 % du territoire, dont Sarajevo) et la république serbe ; les criminels de guerre seront exclus de toute fonction officielle ; les réfugiés pourront retourner dans leurs foyers ou obtenir des compensations. Pour maintenir la paix, l’OTAN déploie sur le terrain 60 000 soldats, dont 20 000 Américains. La paix revient en Croatie et en Bosnie-Herzégovine, mais les clauses politiques des accords de Dayton ne sont pas respectées.
- 15 décembre : L'IFOR remplace la FORPRONU en Bosnie-Herzégovine.

### Communauté des États indépendants
- 3 novembre : Fin du sommet de la Communauté des États indépendants (CEI) à Moscou : malgré une apparente unité, les états membres évoluent de manière distincte, notamment en ce qui concerne leurs relations avec Moscou.

### Croatie
- 1er-3 mai : Opération Éclair. les troupes croates reprennent la Slavonie occidentale.
- 12 novembre : Accord serbo-croate sur la province de Slavonie orientale.

### Estonie
- 5 mars : Victoire aux élections générales en Estonie de l’alliance unissant le parti de Centre-droit patrie avec l’Union du peuple rural et le parti du Centre[1].

### Finlande
- 1er janvier : Adhésion à l'Union européenne.

### Grèce
- 13 septembre : Accord entre la Grèce et l'ex-république yougoslave de Macédoine (FYROM).

### Lituanie
- Mars : Le parti de Vytautas Landsbergis remporte les élections locales en Lituanie.

### Macédoine
- 13 septembre : Accord entre la Grèce et l'ex-république yougoslave de Macédoine (FYROM).

### Moldavie
- 26 mars : Les habitants de Transnistrie choisissent par référendum d’adopter une nouvelle Constitution indépendante et de demander à la Russie de maintenir ses troupes sur leur territoire[2].

### Pologne
- 6 mars : Crise politique opposant Lech Wałęsa et le Premier ministre Waldemar Pawlak en Pologne. Ce dernier démissionne. Józef Oleksy, membre du SLD, lui succède le 7 mars.
- 19 novembre : Élection d'Aleksander Kwaśniewski, un ancien communiste, à la présidence polonaise contre le sortant Lech Wałęsa.

### Portugal
- 1er octobre, Portugal : après dix ans au pouvoir (dont huit avec la majorité absolue), les conservateurs sont battus lors des législatives par les socialistes (43,76 % et 112 sièges sur 230).
- 30 octobre, Portugal : le dirigeant socialiste Antonio Guterres devient Premier ministre et forme son premier gouvernement, mettant fin au long mandat (dix ans !) d'Anibal Cavaco Silva (qui avait décidé de ne pas se représenter).

### Royaume-Uni
- Printemps : Tony Blair abandonne la clause 4 des statuts du parti travailliste faisant référence au marxisme.
- 4 mai : Défaite des conservateurs aux élections locales au Royaume-Uni. Ils obtiennent 22 % des suffrages derrière les travaillistes (48 %) et les libéraux-démocrates (30 %).
- 22 juin : John Major se démet de son titre de chef du Parti conservateur (Royaume-Uni) et demande aux députés de le réélire. Il rassemble 218 voix contre 89 à John Redwood, présenté par l’aile droite conservatrice, qui se trouve marginalisée lors du remaniement ministériel du 5 juillet.
- Privatisation des compagnies et du matériel ferroviaire. 8 % de chômeurs.

### Roumanie
- 31 mars : Accident du Vol 371 Tarom en Roumanie.

### Russie
- 21 décembre : Victoire des communistes aux élections parlementaire en Russie. Les opposants obtiennent la majorité des sièges à la Douma.
- La Russie affecte 7 à 8 % de son PIB à ses dépenses militaires, mais 4 ans après la dissolution de l'Union soviétique, la Russie n'est pas en mesure de rivaliser avec les gloires du passé. Le 9 mai 1995, le président Eltsine renoue avec la tradition du défilé de la victoire, dont il fait une vitrine d'une pseudo puissance militaire en s'offrant le luxe de deux défilés dont l'un sur la place Rouge, et le second regroupant des effectifs dignes des temps anciens. Mais si cette grande parade offrit aux ambassadeurs et chefs d'État ou de gouvernement, l'image d'une Russie forte et tout à fait en mesure de peser mondialement, ce n'est là qu'une façade bien orchestrée qui dissimule d'horribles réalités. Depuis leur fondation le 7 mai 1992, les forces armées de la fédération de Russie sont soumises à des problèmes de logistique chroniques, à des financements insuffisants pour l'entretien, la maintenance d'un gigantesque arsenal hérité des nombreuses unités de la défunte armée rouge stationnée en RSFSR. Un an auparavant, en 1994, Eltsine s'était juré de démontrer à son peuple que la Russie restait celle qu'elle était, par le biais d'une guerre punitive contre les audacieux Tchétchènes, ayant proclamé leur indépendance sans attendre l'avis de Moscou. Au nom de la protection du principe fédéral et pour se donner un nouvel élan de popularité dans le cœur des Russes, quelque peu écorné depuis les privatisations massive amorcé en 1992, la crise constitutionnelle de 1993, un certain retrait de l'influence Russe sur la scène internationale depuis la fin de la guerre froide (nous citerons une mise à l'écart lors des conflits dans l'Ex-Yougoslavie par exemple) et la dissolution de l'Union Soviétique (et les échecs successifs de donner a la CEI, des organes réels pour maintenir une sorte de cohésion dans l'espace de l'ex-URSS sous direction de la Russie (nombreux conflits locaux dans d'anciennes RSS (en Moldavie au sujet de la Transnistrie, la guerre civile Tadjik) ou entre ex-RSS (Azerbaïdjan-Arménie));  Eltsine ordonne à ses généraux d'envahir et de pacifier le Caucase Russe. Mais les choses ne se passent pas comme prévu, l'armée s'enfonce dans une guérilla qui en 1995 n'a pas fini de faire couler de l'encre en occident parfaitement au courant de cette dramatique situation d'une armée réputée encore 4 ans avant, comme l'une des meilleures du monde. Les soldats se comportent parfois en mercenaires, vendent leurs équipements. La marine elle pâtit de financements ridicules et inappropriés pour se maintenir et entretenir une flotte dont la composition est issue de la quasi-totalité des navires de la toute puissante marine soviétique qu'elle s'est partagée avec l'Ukraine. Les navires se détériorent, le moral baisse. En 1995, l'armée Russe en volume, se veut comme étant une véritable rouleau compresseur de par un équipement colossal, des effectifs importants et une technologie encore apte pour un éventuel conflit contre une puissance traditionnelle. Mais en valeur, c'est un colosse au pied d'argile qui n'a plus les moyens de sa politique et qui s'est retrouvé sonné par une tactique de guérilla sur son propre sol, connexe à ce qui avait par le passé vaincu l'armée Rouge en Afghanistan. Restant toujours marqué par les tactiques militaires soviétique, l'armée Russe n'est pas encore doté de suffisamment d'unité d'interventions rapides, se contentant d’écraser l'ennemi par le nombre et la puissance de feu. Un mode d'opération parfait lors d'une guerre conventionnelle, mais inapproprié dans des guerres de plus en plus proche de la notion de guérilla et d'actions rapides et d'éclats. De fait, l'armée Russe reste majoritairement une armée de conscrit, loin des idées de professionnalisation en cours d'application dans les armées occidentales, aguerries par les conflits de la guerre froide, et la guerre du Golfe de 1991. En résumé, l'armée Russe en 1995 est bel et bien l'héritière en taille, puissance et panache de l'armée soviétique. Mais en termes de tactique, le ministère Pavel Gratchev reste encore ancrée dans la tradition, rendant l'armée incapable de lutter efficacement contre les rebelles Tchétchènes, comme si les leçons de la guerre d'Afghanistan n'avaient pas été retenues.

### Serbie
- 4-7 août : Opération Tempête. Reconquête de la Krajina serbe par les troupes croates.
- 16 novembre : Inculpation à la Haye des Serbes Karadzic et Mladic pour génocide et crime contre l'humanité, par le tribunal pénal international pour l'ex-Yougoslavie.

### Suède
- 1er janvier : Adhésion à l'Union européenne.

### République tchèque
- 21 décembre : adhésion de la République tchèque à l'OCDE[3] (26e membre, mais le premier PECO).

### Tchétchénie

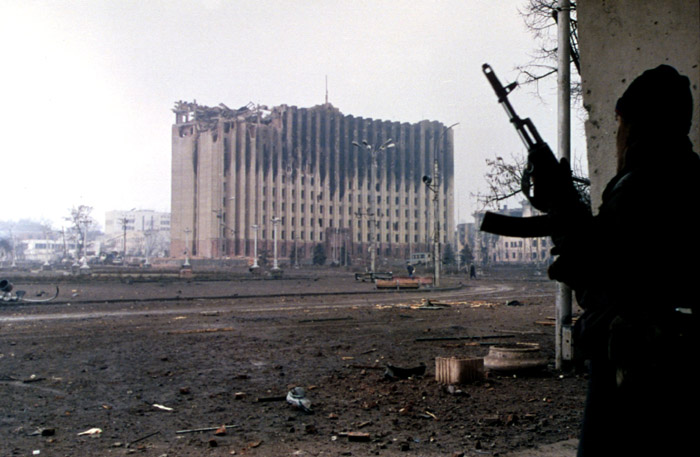
19 janvier : Chute du palais présidentiel de Grozny

- 19 janvier : Chute du palais présidentiel de Grozny en Tchétchénie (Russie) après presque un mois de combats acharnés.
- 15 avril, Première guerre de Tchétchénie : Boris Ieltsine continue ses offensives armées en Tchétchénie.
- 14-19 juin : Un commando du terroriste tchétchène Chamil Bassaïev s'empare de l'hôpital et de la maternité à Boudionnovsk. 150 morts.

### Turquie
- 13 décembre : Ratification de l'union douanière entre l'UE et la Turquie.

### Ukraine
- L’Ukraine reprend le contrôle de la situation en Crimée.

### Union européenne
- 1er janvier : Adhésion à l'Union européenne de l'Autriche, de la Suède et de la Finlande.
- 23 janvier : Commission Santer. Le Luxembourgeois Jacques Santer, président de la Commission européenne (fin en 1999).
- 12 juin[4] : L’Estonie, la Lituanie et la Lettonie signent un accord d’association avec l’Union européenne, marquant leur souhait d’intégrer le plus rapidement possible l’organisation.
- 9 et 10 octobre : Sommet de Madrid. Décision de passer à une monnaie unique. Entrée en vigueur de la convention de Schengen. Élargissement de l'UE à quinze membres, avec l'entrée de l'Autriche, de la Finlande et de la Suède.
- 27 et 28 novembre : Conférence de Barcelone : les quinze pays de l'UE et ceux de douze pays riverains de la Méditerranée, à l'exception de la Libye, lancent le Partenariat euro-méditerranéen.
- 13 et 14 décembre : Sommet de Dublin, pacte de stabilité et de croissance, fixant les conditions du passage à la monnaie unique européenne.
- 13 décembre : Ratification de l'union douanière entre l'UE et la Turquie.